# Pitcairnia rubiginosa
Pitcairnia rubiginosa är en gräsväxtart som beskrevs av John Gilbert Baker. Pitcairnia rubiginosa ingår i släktet Pitcairnia och familjen Bromeliaceae.

## Underarter
Arten delas in i följande underarter:
- P. r. amazonica
- P. r. integra
- P. r. rubiginosa